# قاسم محمود
قاسم محمود (انگلیسی: Qasim Mahmoud; ۴ ژوئیهٔ ۱۹۳۹ – ۲ ژوئیهٔ ۲۰۱۴) بازیکن فوتبال اهل عراق بود.
وی همچنین در تیم ملی فوتبال عراق بازی کرده‌است.